# Esmeraldas (província)
Esmeraldas é uma província localizada na costa noroeste do Equador, na região geográfica de Costa, é conhecida popularmente por "província verde". Sua capital é a cidade de Esmeraldas.
A temperatura na província varia entre 21 e 25 graus centígrados.
Grande parte de sua economia depende da exportação de camarão e banana. Produz ainda cacau, tabaco e café. Outras atividades importantes: pesca, indústria petroquímica e turismo.
A província foi o epicentro do Sismo do Equador em 2016

## Cantões
A província se divide em 7 cantões (capitais entre parênteses):
1. Atacames (Atacames)
2. Eloy Alfaro (Valdéz)
3. Esmeraldas (Esmeraldas)
4. Muisne (Muisne)
5. Quinindé (Rosa Zárate)
6. Río Verde (Rioverde)
7. San Lorenzo (San Lorenzo)